# Lista dos duques de Ferrara e de Módena

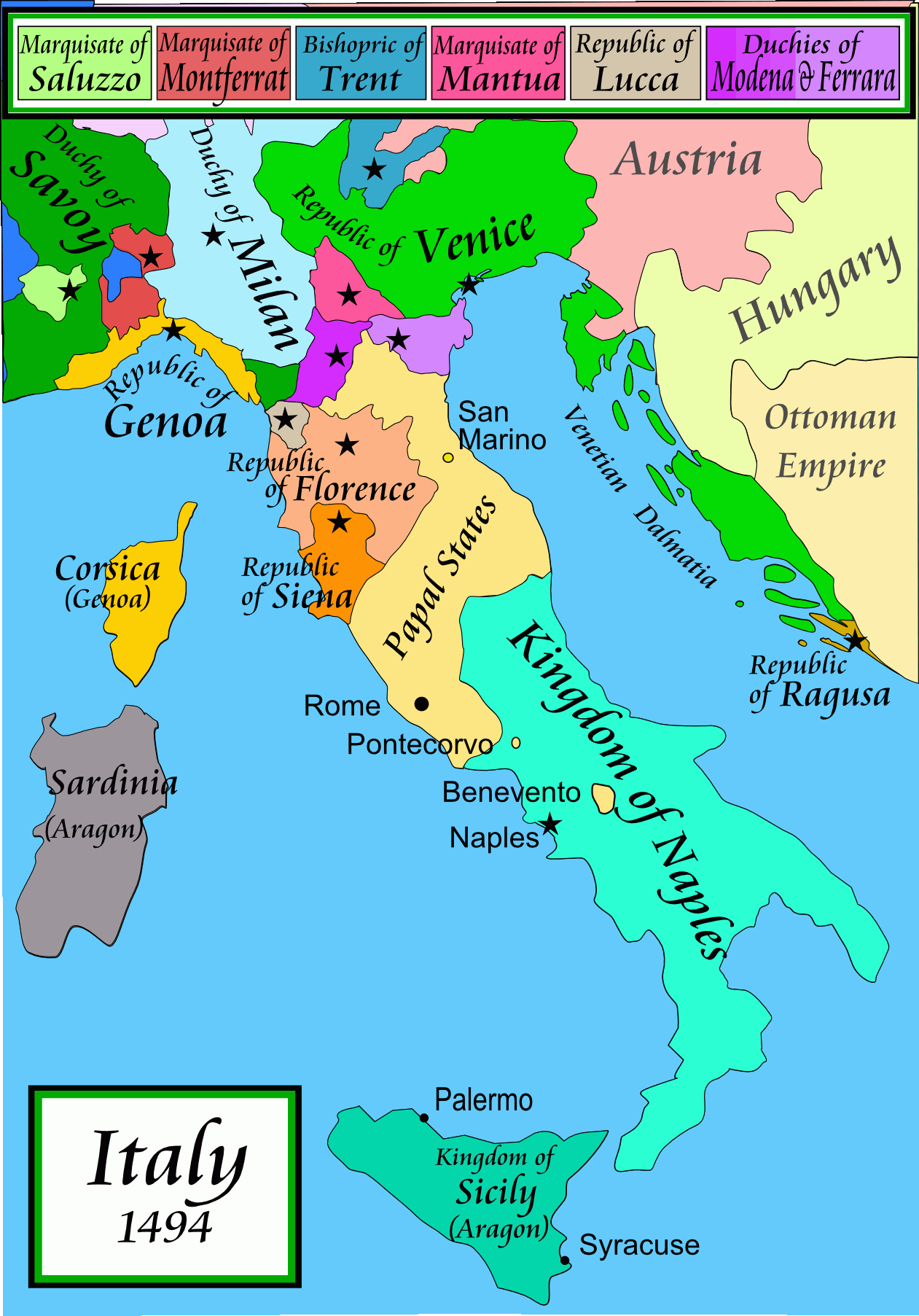
O Ducado de Módena e Régio (a roxo escuro) e o Ducado de Ferrara (em roxo claro) num mapa com os estados italianos no século XV

Em 1452, a família italiana dos Este, senhores de Ferrara, foram criados duques de Módena e Régio, tornando-se também duques de Ferrara em 1471. 
Em 1597, perderam o ducado de Ferrara que foi integrado nos Estados da Igreja, mas continuaram a governar o Ducado de Módena e Régio, na região da Emília-Romanha até 1796, quando o seu estado foi conquistador por Napoleão Bonaparte e integrado na República Cispadana. Em 1814, o ducado foi restaurado e atribuído ao neto do último duque da Casa de Este, que deu início a uma nova dinastia, os Habsburgo-Este, que governaram esse estado até à sua integração no Reino da Sardenha, em 1859.

## Dinastia Este – Senhores de Ferrara, de Módena e de Régio
- Obizzo II, 1264–1293
- Azzo VIII, 1293–1308
- Aldobrandino II, 1308–1326
- Obizzo III, 1317–1352
- Nicolau I, 1317–1335
- Aldobrandino III, 1335–1361
- Nicolau II, 1361–1388
- Alberto, 1388–1393
- Nicolau III, 1393–1441
- Leonel, 1441–1450
- Borso, 1450-1452 (Duque de Módena e Régio desde 1452 e Duque de Ferrara desde 1471)

## Duques de Ferrara e Duques de Módena e Régio (Dinastia Este; 1452–1796)
| Nome                                                        | Imagem                  | Nascimento             | Casamento e descendência | Morte                                                |
| ----------------------------------------------------------- | ----------------------- | ---------------------- | --- | ---------------------------------------------------- |
| Borso 1 de outubro de 1450 — 18 de maio de 1471             | Borso d'Este            | 24 de agosto de 1413   | — Não se casou. | 18 de maio de 1471 (57 anos, 8 meses e 24 dias)      |
| Hércules I 18 de maio de 1471 — 15 de junho de 1505         | Hércules I d'Este       | 26 de outubro de 1431  | Leonor de Nápoles Julho de 1473 6 filhos | 15 de junho de 1505 (73 anos, 7 meses e 20 dias)     |
| Afonso I 15 de junho de 1505 — 31 de outubro de 1534        | Afonso I d'Este         | 21 de julho de 1476    | Ana Maria Sforza 23 de janeiro de 1491 Sem filhosLucrécia Bórgia 1 de setembro de 1501 7 filhos                                                           | 31 de outubro de 1534 (58 anos, 3 meses e 10 dias)   |
| Hércules II 31 de outubro de 1534 — 3 de outubro de 1559    | Hércules II d'Este      | 5 de abril de 1508     | Renata de França 28 de junho de 1528 5 filhos | 3 de outubro de 1559 (51 anos, 5 meses e 28 dias)    |
| Afonso II 3 de outubro de 1559 — 27 de outubro de 1597      | Afonso II d'Este        | 22 de novembro de 1533 | Lucrécia de Médici 3 de julho de 1558 Sem filhosBárbara de Habsburgo 5 de dezembro de 1565 Sem filhosMargarida Gonzaga 24 de fevereiro de 1579 Sem filhos | 27 de outubro de 1597 (63 anos, 11 meses e 5 dias)   |
| César 27 de outubro de 1597 — 11 de dezembro de 1628        | César d'Este            | 8 de outubro de 1562   | Virgínia de Médici 30 de janeiro de 1586 10 filhos | 11 de dezembro de 1628 (66 anos, 2 meses e 3 dias)   |
| Afonso III 11 de dezembro de 1628 — 11 de julho de 1629     | Afonso III d'Este       | 22 de outubro de 1591  | Isabel de Saboia 22 de fevereiro de 1608 14 filhos | 11 de julho de 1629 (37 anos, 8 meses e 19 dias)     |
| Francisco I 11 de julho de 1629 — 14 de outubro de 1658     | Francisco I d'Este      | 6 de setembro de 1610  | Maria Catarina Farnésio 11 de janeiro de 1631 9 filhos | 14 de outubro de 1658 (48 anos, 1 mês e 8 dias)      |
| Afonso IV 14 de outubro de 1658 — 16 de julho de 1662       | Afonso IV d'Este        | 14 de outubro de 1634  | Laura Martinozzi 27 de maio de 1655 2 filhos | 16 de julho de 1662 (27 anos, 9 meses e 2 dias)      |
| Francisco II 16 de julho de 1662 — 6 de setembro de 1694    | Francisco II de Módena  | 6 de março de 1660     | Margarida Maria Farnésio 14 de julho de 1692 Sem filhos                                                                                                   | 6 de setembro de 1694 (34 anos e 6 meses)            |
| Reinaldo III 6 de setembro de 1694 — 26 de outubro de 1737  | Reinaldo III de Módena  | 26 de abril de 1655    | Carlota de Brunsvique-Luneburgo 11 de fevereiro de 1696 7 filhos                                                                                          | 6 de setembro de 1694 (39 anos, 4 meses e 11 dias)   |
| Francisco III 26 de abril de 1737 — 22 de fevereiro de 1780 | Francisco III de Módena | 2 de julho de 1698     | Carlota Aglaé de Orleães 21 de junho de 1720 10 filhos | 22 de fevereiro de 1780 (81 anos, 7 meses e 20 dias) |
| Hércules III 22 de fevereiro de 1780 — 7 de maio de 1796    | Hércules III de Módena  | 22 de novembro de 1727 | Maria Teresa Cybo-Malaspina 16 de abril de 1741 2 filhos                                                                                                  | 14 de outubro de 1803 (75 anos, 10 meses e 22 dias)  |

## Duques de Módena, Régio e Mirandola (Dinastia Habsburgo–Este; 1814–1859)
| Nome                                                     | Imagem                 | Nascimento           | Casamento e descendência                                     | Morte                                               |
| -------------------------------------------------------- | ---------------------- | -------------------- | ------------------------------------------------------------ | --------------------------------------------------- |
| Francisco IV 14 de julho de 1814 — 21 de janeiro de 1846 | Francisco IV de Módena | 6 de outubro de 1779 | Maria Beatriz Vitória de Saboia 20 de junho de 1812 4 filhos | 21 de janeiro de 1846 (66 anos, 3 meses e 15 dias)  |
| Francisco V 21 de janeiro de 1846 — 11 de junho de 1859  | Francisco V de Módena  | 1 de junho de 1819   | Aldegunda da Baviera 20 de março de 1842 1 filho             | 20 de novembro de 1875 (56 anos, 5 meses e 19 dias) |

## Dinastia Habsburgo–Este - Pretendentes ao trono de Módena
- Francisco V, 1859–1875
- Francisco Fernando, Arquiduque de Áustria-Este, 1875–1914
- Carlos, Imperador da Áustria e Arquiduque de Áustria-Este, 1914–1917
- Arquiduque Roberto da Áustria-Este, 1917–1996
- Arquiduque Lorenzo da Áustria-Este, desde 1996
  - Herdeiro aparente: o príncipe Amadeu da Bélgica, arquiduque da Áustria-Este.